# Verdigre (Nebraska)
Verdigre je selo u američkoj saveznoj državi Nebraska. Prema popisu stanovništva iz 2010. u njemu je živjelo 575 stanovnika.